# Stadio metropolitano Roberto Meléndez
Lo stadio metropolitano Roberto Meléndez è uno stadio di Barranquilla, in Colombia, inaugurato nel 1986. Impianto più capiente di Colombia con 46 788 posti a sedere, è sede delle partite casalinghe dell'Atlético Junior. 
Il 17 marzo 1991, per iniziativa del giornalista Chelo Di Castro, lo stadio venne ufficialmente intitolato al calciatore Roberto Meléndez. Ha ospitato vari incontri della nazionale colombiana. 

## Storia

### Contesto storico e progettazione

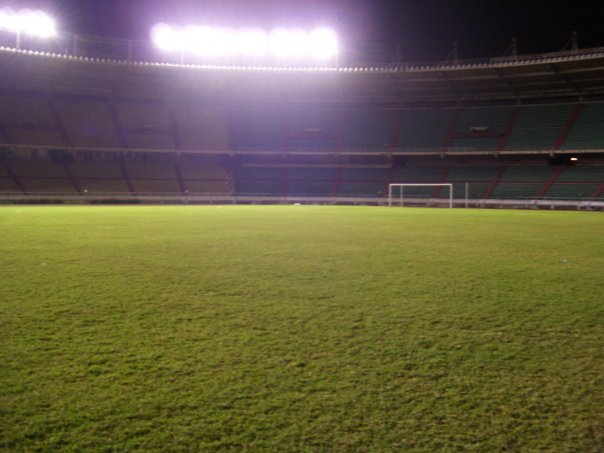
Prato dello stadio metropolitano Roberto Meléndez.

Prima della costruzione dello stadio, a Barranquilla era presente solamente lo stadio Romelio Martínez, struttura costruita nel 1934 e con una capacità di 10 000 spettatori. Divenne evidente, a partire dal secondo dopoguerra, la necessità di costruire un nuovo impianto sportivo. Agli inizi degli anni settanta si progettò l'ampliamento dello stadio Romelio Martínez con la costruzione di nuove gradinate. Tuttavia, a causa di un errore architettonico, l'opera di costruzione della nuova tribuna portò alla riduzione della carreggiata della Carrera 72, strada adiacente alla struttura. Dopo qualche tempo si decise di demolire la tribuna non ancora ultimata. Le grandi risorse economiche spese per la realizzazione della tribuna poi demolita, unitamente agli studi successivi che mostrarono l'impossibilità di realizzare ampliamenti adeguati all'impianto portarono alla progettazione del nuovo stadio. 
Nel 1979 il governatore del Dipartimento dell'Atlantico, Pedro Martin Leyes, presentò al presidente Julio César Turbay Ayala il progetto per la realizzazione di un nuovo stadio a Barranquilla, con l'intento di  ospitare gare del campionato del mondo 1986, alla cui assegnazione concorreva la Colombia. Il progetto venne approvato e il 7 dicembre 1979 il presidente Turbay posò la prima pietra. Per la costruzione dello stadio venne costituita la ditta Metrofútbol.

### Inaugurazione
La costruzione del Roberto Meléndez durò sei anni. L'inaugurazione avvenne l'11 maggio 1986 con uno spettacolo folcloristico al quale parteciparono 5 000 artisti, una cerimonia di premiazione per diverse personalità dello sport colombiano, un pallone gigante dal quale uscirono 200 colombe bianche e la disputa di un'amichevole internazionale tra l'Atlético Junior, squadra padrona di casa, e la nazionale uruguaiana. La gara terminò con la vittoria della Celeste per 2-1. Quattro giorni più tardi, il 15 maggio 1986, vi si tenne un'altra amichevole, che vide confrontarsi l'Atlético Junior e la nazionale argentina e terminò con il risultato di 0-0.

### Ristrutturazione

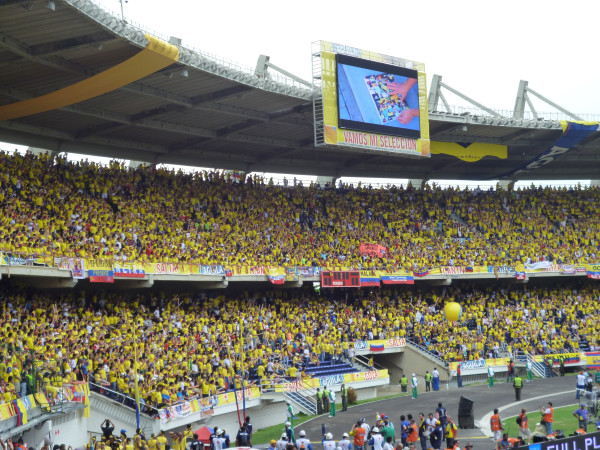
Tribuna Nord.

Nel 2011, in vista del campionato mondiale  Under-20 del 2011, la struttura è stata sottoposta a un rinnovamento. I lavori hanno riguardato diversi settori dello stadio: sono stati rinnovati i sedili delle tribune, si sono ubicati due schermi giganti nella tribuna Nord e Sud, si è ripristinata la pista d'atletica, si è creato un nuovo parcheggio dietro la tribuna Nord, si è sostituito l'impianto di illuminazione e si è proceduto ad una manutenzione generale della struttura. 

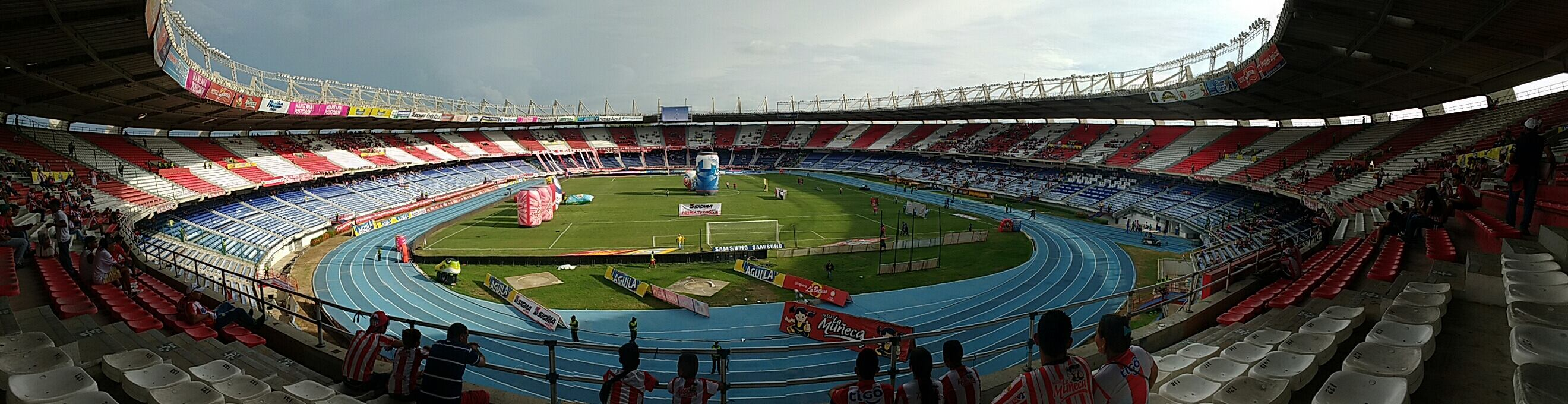
Vista panoramica dello stadio Metropolitano Roberto Meléndez

## Strutture
Lo stadio ha quattro tribune: Sud, Nord, Est, Ovest. Le curve Nord e Sud sono rispettivamente note come Vietnam e Corea. 

## Eventi
Questo stadio è stato utilizzato dalla Nazionale di calcio colombiana per cinque edizioni dei Mondiali: Italia 1990, Stati Uniti 1994, Francia 1998, Germania 2006 e Brasile 2014. Questo stadio ha ospitato i Giochi nazionali colombiani nel 1992, la Copa América 2001. In questo stadio è stata giocata la partita di addio di Carlos Valderrama, disputatasi il 1º febbraio 2004. Nel luglio 2006 ha ospitato i XX Giochi centramericani e caraibici. Nel 2011 ha ospitato i Mondiali di calcio Under-20 2011. Ha inoltre ospitato diversi artisti, fra cui Chayanne, Luis Miguel, Shakira, Carlos Vives, Juanes e Juan Luis Guerra.